# Livskvalitet i Högsby Kommun
Livskvalitet i Högsby Kommun (LHK) var ett lokalt politiskt parti i Högsby kommun.
Partiet bildades av Gunnar Hult som tidigare varit aktiv i Kommunal samling och Centerpartiet. Det kom in i kommunfullmäktige vid valet 2002 och åter 2006 med Hult som ledamot. Inför valet 2010 valde Hult att sluta med politiken och partiet lades ner.

## Valresultat
| År   | Röster | %    | Mandat  |
| ---- | ------ | ---- | ------- |
| 2002 | 93     | 2,4  | 1 av 41 |
| 2006 | 112    | 3,04 | 1 av 41 |